# بنوا بادیاشیله
بنوا ان‌تامبو بادیاشیله موکینانی بایا (فرانسوی: Benoît Ntambue Badiashile Mukinayi Baya‎؛ زادهٔ ۲۶ مارس ۲۰۰۱) بازیکن فوتبال اهل فرانسه است که در پست مدافع میانی برای باشگاه فوتبال چلسی در لیگ برتر فوتبال انگلستان بازی می‌کند.
از باشگاه‌هایی که در آن بازی کرده است می‌توان به موناکو و چلسی اشاره کرد.
وی همچنین در تیم ملی فوتبال فرانسه بازی کرده است.

## افتخارات
چلسی
- لیگ کنفرانس اروپا: ۲۵–۲۰۲۴[۱]
- جام جهانی باشگاه‌ها: ۲۰۲۵[۲]

انفرادی
- تیم فصل جوان (زیر ۲۱ سال) فدراسیون بین‌المللی تاریخ و آمار فوتبال: ۲۰۲۱[۳]